# Lauren Fendrick
Lauren Fendrick (San Diego, 20 de marzo de 1982) es una deportista estadounidense que compite en voleibol, en la modalidad de playa. Ganó una medalla de plata en el Campeonato Mundial de Vóley Playa de 2017.

## Palmarés internacional
| Campeonato Mundial | Campeonato Mundial | Campeonato Mundial | Campeonato Mundial |
| Año                | Lugar              | Medalla            | Pareja             |
| ------------------ | ------------------ | ------------------ | ------------------ |
| 2017               | Viena (Austria)    | Medalla de plata   | April Ross         |